# Bovista colorata
Bovista colorata là một loài nấm trong chi Bovista, họ Agaricaceae. Loài này được tìm thấy ở miền đông Bắc Mỹ và Tây Bắc Nam Mỹ. Chúng lần đầu tiên được mô tả với danh pháp Lycoperdon coloratum bởi nhà nấm học Charles Horton Peck vào năm 1878, từ mẫu sưu tập được tại Sand Lake, New York. Hanns Kreisel chuyển nó vào chi Bovista vào năm 1964. Quả thể có màu vàng-vàng cam đến vàng kim có đường kính 13–30 cm (5,1–11,8 in). Bào tử của nó có hình cầu, đường kính 3,5-5 µm.